# Wagner-Bulldoggfledermaus
Die Wagner-Bulldoggfledermaus (Eumops glaucinus) ist eine Fledermausart aus der Familie der Bulldoggfledermäuse und in Zentral- und Südamerika beheimatet. Der Artname „glaucinus“ leitet sich wahrscheinlich vom griechischen „glaukos“ (silbern, glänzend) ab.

## Beschreibung
Die Wagner-Bulldoggfledermaus ist mit einer Unterarmlänge von 60,4 bis 61,2 mm und einem Gewicht von 30,2 bis 46,6 g kleiner als die Westliche Bulldoggfledermaus (Eumops perotis) und größer als die Guyana-Bulldoggfledermaus (Eumops maurus). Die Art ist etwa so groß wie die Schwarzkappen-Bulldoggfledermaus (Eumops auripendulus), unterscheidet sich jedoch durch eine blassere Fellfarbe, mit einem höheren Kontrast zwischen Bauch- und Rückenfell. Zudem besitzt die Wagner-Bulldoggfledermaus einen breiteren Tragus und einen längeren und proportional breiteren Kopf. Die Ohren sind breiter als lang und ragen nach vorne geklappt über die Schnauze hinaus. Gewicht und Größe unterscheiden sich regional. In Kuba liegt das durchschnittliche Gewicht von Männchen bei 36,6 g, das von Weibchen bei 37,3 g, in Mexiko wiegen die Männchen 35,9 g und Weibchen 34,4 g. In Venezuela beträgt das Durchschnittsgewicht von Männchen 33,8 g, das von Weibchen 32,5 g. Die Flügel der Wagner-Bulldoggfledermaus gehören zu den schmalsten aller Bulldoggfledermäuse, was die Art zu einem schnellen Flieger über weite Strecken macht. Die Wagner-Bulldoggfledermaus kann durch das schnelle Fliegen und die relativ große Körpergröße auf kleinem Raum jedoch schlecht manövrieren. Die Flügelspannweite beträgt 409–470 mm. Die Fellfarbe variiert von schwarz über braungrau bis zimtfarben. Die Haare sind zweifarbig mit einer hellen Basis und einer dunkleren Spitze. Männchen besitzen im Gegensatz zu den Weibchen einen Kehlsack und sind etwas größer. Zudem besitzen Männchen eine Duftdrüse an der Kehle, mit welcher ein moschusartiger Duft produziert wird, der wahrscheinlich für die Balz wichtig ist.

## Lebensweise
Die Wagner-Bulldoggfledermaus ist wie die meisten Fledermäuse nachtaktiv und ernährt sich primär von Insekten. Ihre Rufe sind – ungewöhnlich für Fledermäuse – so tief, dass sie auch für das menschliche Ohr hörbar sind. Tagsüber verstecken sich die Tiere meist in Gebäuden, Baumhöhlen und unter Baumrinde. Die Gruppen sind oft klein und bestehen meist aus einem Männchen mit mehreren Weibchen. Die Verstecke teilt sich Eumops glaucinus manchmal mit Molossus molossus, Molossus ater, Tadarida laticaudata und Mormopterus minutus. Bekannte Fressfeinde der Wagner-Bulldoggfledermaus sind der Buntfalke und verschiedene Eulenarten. Die Art ist polyöstrisch. Es wird pro Wurf jeweils nur ein einziges Jungtier geboren.

## Verbreitung
Die Wagner-Bulldoggfledermaus kommt von Peru, Bolivien, Paraguay und Nord-Argentinien vor. Der Bestand wird von der IUCN aufgrund der weiten Verbreitung als ungefährdet eingestuft.